# Fort Rotterdam

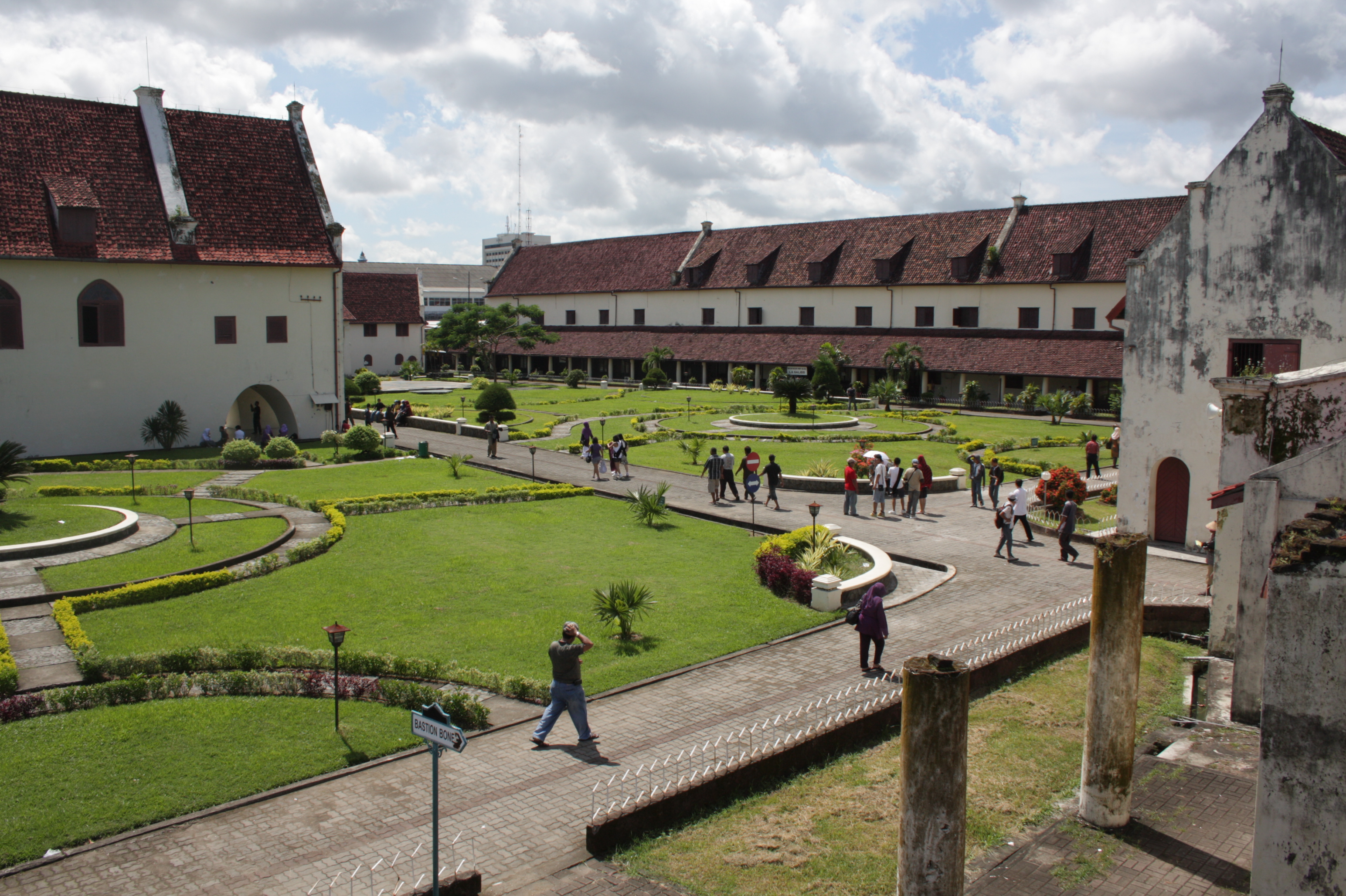
Binnenplaats van het fort

Fort Rotterdam is een zeventiende-eeuws fort gelegen in Makassar, op het eiland Celebes in Indonesië.

## Geschiedenis
Fort Rotterdam werd gebouwd op de locatie waar vanaf 1634 het Makassaarse verdedigingswerk Ujung Pandang had gestaan. Dit Makassaarse fort was gebouwd als onderdeel van een groot Makassaars fortificatieprogramma in reactie op de open oorlog met de VOC die dat jaar was uitgebroken. 
Nadat Makassar in 1667 door VOC-admiraal Cornelis Speelman en diens lokale bondgenoot Arung Palakka werd verslagen, werd het fort als onderdeel van het verdrag van Bongaja overgedragen aan de VOC. Speelman herdoopte het Fort Rotterdam, naar zijn geboortestad. De Nederlanders bouwden op de locatie van het Makassaarse fort een Europees verdedigingswerk. In de periode na 1673 kreeg het fort zijn huidige vorm, die met zijn met vijf bastions wel wat aan een schildpad doet denken.  Daarnaast werden er op de binnenplaats huizen in Hollandse stijl en een kerk gebouwd.
Na 1937 werd het fort niet meer als verdedigingswerk gebruikt, maar kreeg het andere functies en tijdens de Japanse bezetting werd het kort gebruikt voor wetenschappelijk onderzoek. In de jaren zeventig is het fort grootscheeps gerestaureerd. Tijdens de politionele acties 1949, werden Nederlanders, Indische Nederlanders en Indonesiërs die werkten voor de Nederlandse overheid (ambtenaar) ondergebracht in dit fort.

## Fort
Het fort bestaat uit vijf bastions, waarvan vier op iedere hoek en een bij de ingang. Binnenin het fort staan elf gebouwen die door de Nederlanders zijn gebouwd en twee die door de Japanners gebouwd zijn. Het oudste gebouw stamt uit 1686 en wordt het Speelman's huis genoemd, naar de Nederlandse admiraal die in 1684 in Batavia overleed. Hoewel Speelman nooit in dit huis heeft gewoond, hebben wel de gouverneurs van Celebes tot halverwege de negentiende eeuw in dit gebouw gewoond. Momenteel is er een museum gevestigd in het gebouw.
Overige gebouwen op het complex werden gebruikt voor het onderbrengen van manschappen en officieren, het vasthouden van gevangenen en opslag van goederen uit Oost-Indonesië. De gevangenis was gevestigd in de zuidwestelijke bastion. In deze gevangenis werd prins Diponegoro, leider van de opstandelingen tijdens de Java-oorlog, vastgezet, waar hij in 1855 overleed.

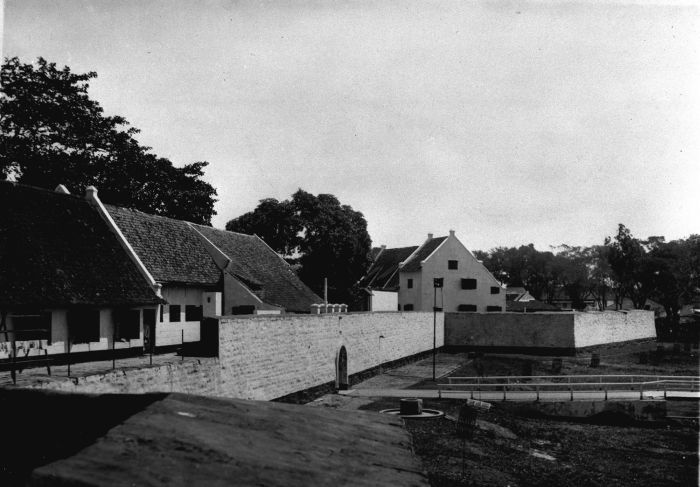
De oostpoort van Fort Rotterdam te Makassar op Celebes (1924).
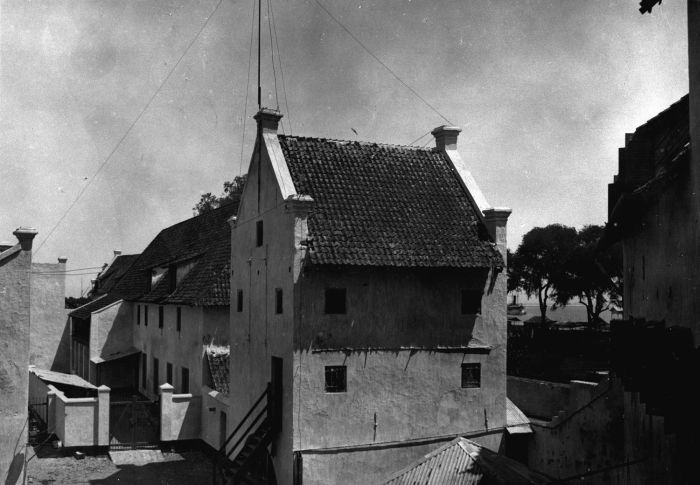
Binnenkant van het Fort Rotterdam (1924).
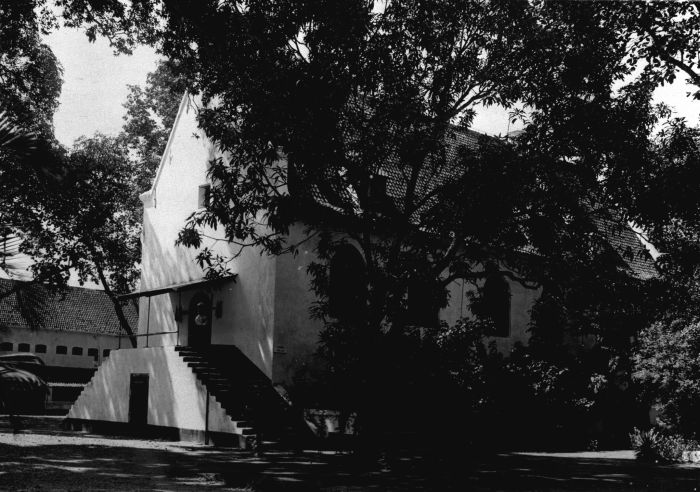
Kerkje in Fort Rotterdam (1924).
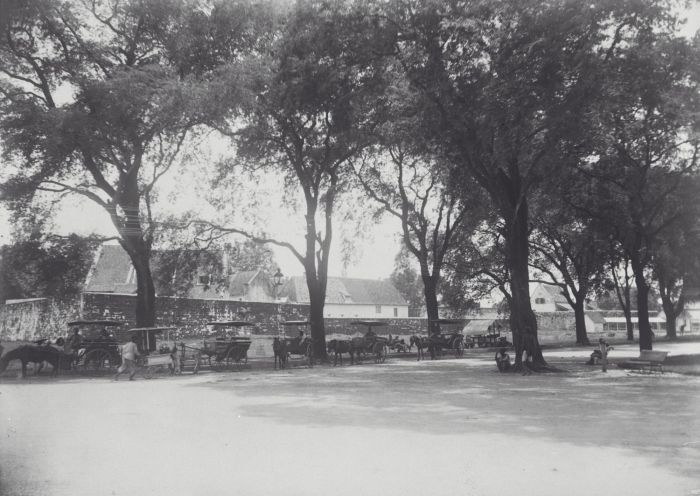
Rijtuigen bij Fort Rotterdam (rond 1900).